# Ты меня не буди
«Ты меня не буди» — пятый студийный альбом российской певицы Маши Распутиной, выпущенный в 1998 году на лейбле Gala Records. Большинство песен было написано композитором Игорем Матетой, а также Александром Лукьяновым. Стихи же для альбома написала плеяда авторов, включая Ларису Рубальскую и Симона Осиашвили. На альбоме представлены последние стихи одного из главных авторов певицы — Леонида Дербенёва.

## Отзывы и признание
| Оценки критиков | Оценки критиков |
| Источник        | Оценка          |
| --------------- | --------------- |
| Живой звук      | [ 1 ]           |

Илья Кормильцев из газеты «Живой звук» написал, что «ветры новых тенденций возбудили страстную попсовую деву до такой степени, что она разразилась небезызвестным шлягером „Ты меня не буди“ — эдакой вариацией сибирской самодеятельности на тему Тины Тёрнер», где «эротический посыл мелодии поддерживается на графическом уровне многочисленными фотками Маши в одном исподнем, напоминающими то ли репортаж о показе нижнего белья, то ли о ночной жизни Тверской улицы». И вот если бы все остальные треки с альбома были выполнены в подобной манере, по его мнению, «вздохнули бы мы с облегчением» — «вторично, несвежо, но именно такой продукт у нас едят с особыми причмокиванием», однако «после альковных страстей первого трека мы вступаем в привычную зону измен, чернух, обманутых певиц, коварных мужиков и до зубной боли знакомых звуков сводного оркестра предприятий общественного питания».
По данным «Российского музыкального ежегодника», он стал тридцать третьим самым продаваемым отечественным альбомом в России за 1998 год. Песни «Ты меня не буди» и «Ты упал с Луны» были отмечены дипломами фестиваля «Песня года».

## Список композиций
| №                   | Название                  | Текст песни         | Музыка              | Длительность |
| ------------------- | ------------------------- | ------------------- | ------------------- | ------------ |
| 1.                  | «Ты меня не буди» (Remix) | Владимир Степанов   | Игорь Матета        | 4:26         |
| 2.                  | «Хожу от дома к дому»     | Лариса Рубальская   | Аркадий Укупник     | 4:18         |
| 3.                  | «Прости меня, любовь»     | Симон Осиашвили     | Альберт Хаммонд     | 4:09         |
| 4.                  | «Улыбки»                  | Анатолий Поперечный | Игорь Матета        | 4:27         |
| 5.                  | «Осень»                   | Леонид Дербенёв     | Игорь Матета        | 4:43         |
| 6.                  | «Душа моя летела»         | Мария Городова      | Александр Лукьянов  | 4:12         |
| 7.                  | «Ангел»                   | Леонид Дербенёв     | Игорь Матета        | 5:52         |
| 8.                  | «Не мечтай»               | Симон Осиашвили     | Александр Лукьянов  | 4:17         |
| 9.                  | «Океан любви»             | Эдуард Кузнецов     | Игорь Матета        | 5:40         |
| 10.                 | «Я обожгу тебя улыбкой»   | Симон Осиашвили     | Александр Лукьянов  | 4:59         |
| 11.                 | «Поезда»                  | Леонид Дербенёв     | Игорь Матета        | 4:48         |
| 12.                 | «Ничего не случилось»     | Леонид Дербенёв     | Игорь Матета        | 4:01         |
| 13.                 | «Грустит душа»            | Анатолий Поперечный | Игорь Матета        | 4:12         |
| 14.                 | «Рыжая корова»            | Вилен Визильтер     | Игорь Матета        | 4:07         |
| 15.                 | «Ты упал с Луны»          | Владимир Степанов   | Игорь Матета        | 4:38         |
| 16.                 | «Ты меня не буди»         | Владимир Степанов   | Игорь Матета        | 4:32         |
| Общая длительность: | Общая длительность:       | Общая длительность: | Общая длительность: | 73:00        |

## Участники записи
- Маша Распутина — вокал
- Владимир Ермаков — продюсер
- Виктор Юдин — директор
- Игорь Матета — аранжировка
- Александр Лукьянов — аранжировка
- Y. Barkoff — аранжировка
- Евгений Фокин — гитара
- Дмитрий Четвергов — гитара
- Игорь Жирнов — гитара
- Игорь Кружалин — саксофон
- Оркестр штаба МВО — духовые инструменты
- Марина Мельниченко — бэк-вокал
- Маша Кац — бэк-вокал
- Карина Акопян — бэк-вокал
- Ирина Роделис — бэк-вокал
- Вероника Данилова — бэк-вокал
- Надир Чанышев — фотограф
- Сергей Бабенко — фотограф
- Роман Даренский — визажист
- Сергей Бабенко — визажист
- Василий Гаврилов — дизайнер
- Дмитрий Покровский — дизайнер

Сведения взяты из аннотации к альбому.